# Elogio di Giovanni Battista
L'elogio di Giovanni Battista è un episodio riportato dal Vangelo secondo Matteo e dal Vangelo secondo Luca, in cui Gesù pronuncia davanti alla folla un elogio di Giovanni Battista.

## Racconto evangelico
Il vangelo di Matteo riporta: «Che cosa andaste a vedere nel deserto? Una canna agitata dal vento? Ma che cosa andaste a vedere? Un uomo avvolto in morbide vesti? Quelli che portano delle vesti morbide stanno nei palazzi dei re. Ma perché andaste? Per vedere un profeta? Sì, vi dico, e più che profeta. Egli è colui del quale è scritto:
"Ecco, io mando davanti a te il mio messaggero per preparare la tua via davanti a te". In verità io vi dico, che fra i nati di donna non è sorto nessuno maggiore di Giovanni il battista; eppure il più piccolo nel regno dei cieli è più grande di lui. Dai giorni di Giovanni il battista fino a ora, il regno dei cieli è preso a forza e i violenti se ne impadroniscono. Poiché tutti i profeti e la legge hanno profetizzato fino a Giovanni. Se lo volete accettare, egli è l'Elia che doveva venire. Chi ha orecchi per udire oda».
Analogo il racconto del vangelo di Luca: «Che cosa andaste a vedere nel deserto? Una canna agitata dal vento? Ma che cosa andaste a vedere? Un uomo avvolto in morbide vesti? Ecco, quelli che portano degli abiti sontuosi e vivono in delizie stanno nei palazzi dei re. Ma che andaste a vedere? Un profeta? Sì, vi dico, e uno più di un profeta. Egli è colui del quale è scritto: "Ecco, io mando davanti a te il mio messaggero, che preparerà la tua via davanti a te". Io vi dico: fra i nati di donna nessuno è più grande di Giovanni; però, il più piccolo nel regno di Dio è più grande di lui».